# 萧文灿
萧文灿（1897年—1963年），字曜寰，男，贵州赤水人，中国数学家、数学教育家，曾任中国数学会理事。